# Allocosa efficiens
Allocosa efficiens är en spindelart som beskrevs av Roewer 1959. Allocosa efficiens ingår i släktet Allocosa och familjen vargspindlar. Inga underarter finns listade i Catalogue of Life.